# Gare de Sainte-Foy
Ne doit pas être confondu avec Gare d'autocars de Sainte-Foy.
La gare de Sainte-Foy est une gare ferroviaire située dans l'arrondissement Sainte-Foy–Sillery–Cap-Rouge de Québec et est desservie par la ligne de Montréal à Québec de Via Rail Canada. Elle est située près des ponts de Québec et Pierre-Laporte.

### Desserte

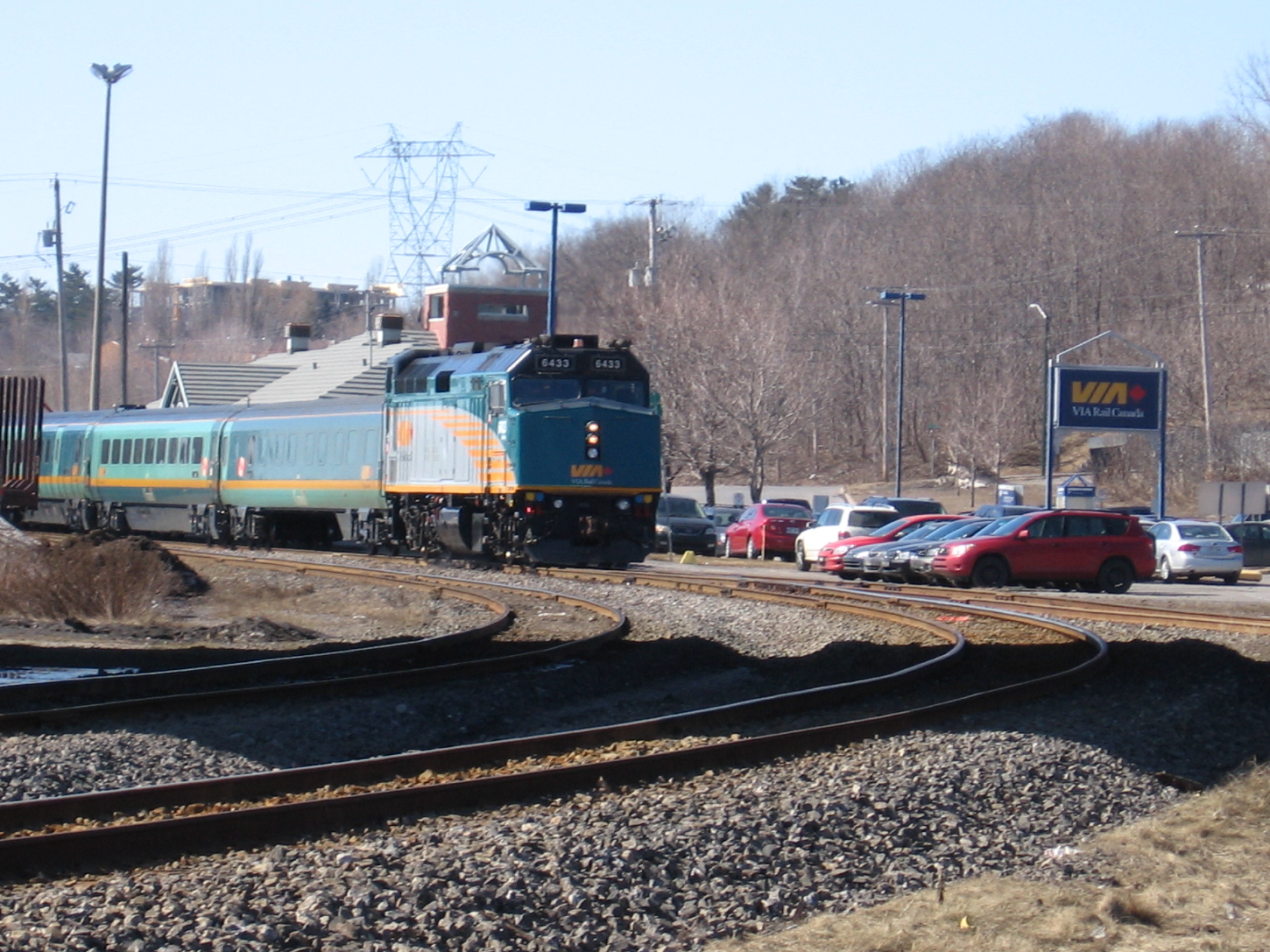
Départ d'un train Via Rail.